# 远瞳
远瞳，原名高俊夫，中国大陆网络作家，河北省作家协会成员，作品发布于起点中文网。主要作品《希灵帝国》、《异常生物见闻录》、《黎明之剑》被改编为漫画和动画。